# Corinthian-Casuals FC
Corinthian-Casuals FC is een Engelse voetbalclub uit Tolworth, Kingston upon Thames, een stadsdeel van Londen.
De club werd in 1939 opgericht na een fusie tussen 2 legendarische clubs Casuals FC en Corinthians FC. Door het uitbreken van de Tweede Wereldoorlog lag het voetbal direct stil en na de oorlog nam de club de plaats van de Casuals in de Isthmian League in. De club speelde in de hoogste klasse van deze league tot 1973. Vijf jaar later degradeerde de club nog verder naar de Spartan League. Ook daar liep het fout en de club moest opnieuw een stap achteruit zetten. Na één seizoen kon de club terugkeren en bleef 12 seizoenen in de hoogste divisie van de Spartan League. Na een fusie met Tolworth FC in 1988 kreeg de club voor het eerst een eigen stadion.
In 1996 schakelde de club over naar de Combined Counties League, na een 2de plaats promoveerde de club terug naar de Ishtmian League waar de club nog steeds speelt.

## Bekende (ex-)spelers
- Alan Pardew
- Sócrates